# Алва (Флорида)
Алва (англ. Alva) — переписна місцевість (CDP) в США, в окрузі Лі штату Флорида. Населення — 2725 осіб (2020).

## Географія
Алва розташована за координатами 26°43′18″ пн. ш. 81°37′25″ зх. д. / 26.72167° пн. ш. 81.62361° зх. д. (26.721632, -81.623674).  За даними Бюро перепису населення США в 2010 році переписна місцевість мала площу 48,08 км², з яких 45,28 км² — суходіл та 2,81 км² — водойми.

## Демографія
Згідно з переписом 2010 року, у переписній місцевості мешкало 2596 осіб у 1044 домогосподарствах у складі 776 родин. Густота населення становила 54 особи/км².  Було 1257 помешкань (26/км²).
Расовий склад населення:
| - 97,5 % — білих - 0,5 % — азіатів - 0,3 % — корінних американців - 0,3 % — чорних або афроамериканців |

До двох чи більше рас належало 0,6 %. Частка іспаномовних становила 3,7 % від усіх жителів.
За віковим діапазоном населення розподілялося таким чином: 19,0 % — особи молодші 18 років, 56,1 % — особи у віці 18—64 років, 24,9 % — особи у віці 65 років та старші. Медіана віку мешканця становила 49,8 року. На 100 осіб жіночої статі у переписній місцевості припадало 97,3 чоловіків;  на 100 жінок у віці від 18 років та старших — 97,8 чоловіків також старших 18 років.
Середній дохід на одне домашнє господарство  становив 77 881 долар США (медіана — 57 604), а середній дохід на одну сім'ю — 87 012 долари (медіана — 66 683). Медіана доходів становила 56 157 доларів для чоловіків та 50 489 доларів для жінок. За межею бідності перебувало 8,0 % осіб, у тому числі 4,9 % дітей у віці до 18 років та 4,8 % осіб у віці 65 років та старших.
Цивільне працевлаштоване населення становило 852 особи. Основні галузі зайнятості: освіта, охорона здоров'я та соціальна допомога — 24,6 %, науковці, спеціалісти, менеджери — 19,7 %, будівництво — 10,6 %, роздрібна торгівля — 9,0 %.